# Baker's Wood
Baker's Wood es una localidad situada en Buckinghamshire, Inglaterra (Reino Unido). Según el censo de 2021, tiene una población de 390 habitantes.
Está ubicada al norte de la región del Sudeste de Inglaterra, cerca de la frontera con las regiones del Este de Inglaterra y de Midlands del Este y de la ciudad de Milton Keynes, y al noroeste de Londres.